# Фресно-Аландіга
Фресно-Аландіга (ісп. Fresno Alhándiga) — муніципалітет в Іспанії, у складі автономної спільноти Кастилія-і-Леон, у провінції Саламанка. Населення — 277 осіб (2010).
Муніципалітет розташований на відстані близько 160 км на захід від Мадрида, 28 км на південь від Саламанки.

## Демографія
Динаміка населення (INE ):

## Зовнішні посилання
- Провінційна рада Саламанки: індекс муніципалітетів
- Посилання на Google Maps